# Drouges
Drouges est une commune française située dans le département d'Ille-et-Vilaine en région Bretagne, peuplée de 503 habitants.

## Géographie
Commune de 1 165 ha, Drouges est située sur l'axe Vitré-Châteaubriant, à 7 km de La Guerche-de-Bretagne dans le triangle, Rennes-Nantes-Laval. Distante de 45 km de Rennes, 100 km de Nantes et 45 km de Laval, Drouges fait partie du canton de La Guerche-de-Bretagne et de la communauté de communes du pays guerchais.

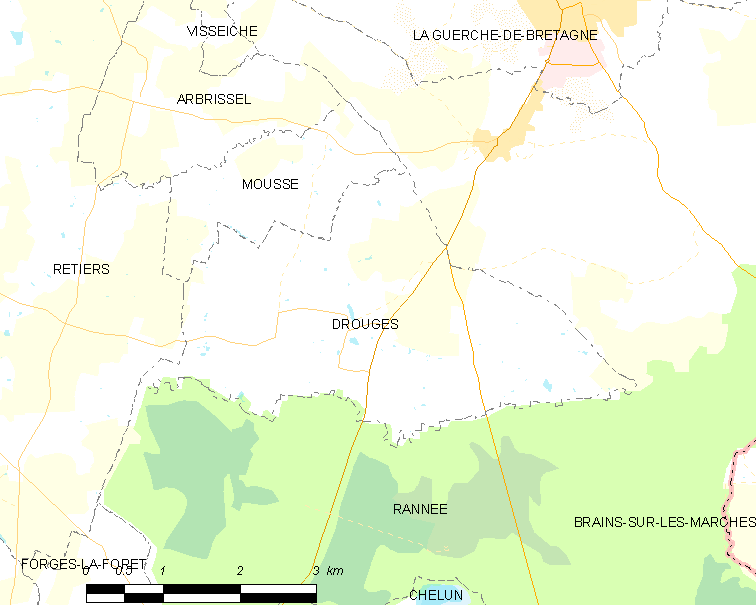
Carte de la commune.

| Moussé  |         | Rannée |
| Retiers | Drouges | Rannée |
|         | Rannée  |        |

### Hydrographie
Pour un article plus général, voir Réseau hydrographique d'Ille-et-Vilaine.
La commune est située dans le bassin Loire-Bretagne. Elle est drainée par l'Ardenne, le Drouges et le ruisseau de Pavard,,.
L'Ardenne, d'une longueur de 23 km, prend sa source dans la commune de Rannée et se jette  dans la Seiche à Marcillé-Robert, après avoir traversé six communes. 

### Climat
Pour des articles plus généraux, voir Climat de la Bretagne et Climat d'Ille-et-Vilaine.
En 2010, le climat de la commune est de type climat océanique altéré, selon une étude du CNRS s'appuyant sur une série de données couvrant la période 1971-2000. En 2020, Météo-France publie une typologie des climats de la France métropolitaine dans laquelle la commune est exposée à un climat océanique et est dans la région climatique  Bretagne orientale et méridionale, Pays nantais, Vendée, caractérisée par une faible pluviométrie en été et une bonne insolation. Parallèlement l'observatoire de l'environnement en Bretagne publie en 2020 un zonage climatique de la région Bretagne, s'appuyant sur des données de Météo-France de 2009. La commune est, selon ce zonage, dans la zone « Sud Est », avec des étés relativement chauds et ensoleillés.  
Pour la période 1971-2000, la température annuelle moyenne est de 11,5 °C, avec une amplitude thermique annuelle de 13,5 °C. Le cumul annuel moyen de précipitations est de 718 mm, avec 12,3 jours de précipitations en janvier et 6,5 jours en juillet. Pour la période 1991-2020, la température moyenne annuelle observée sur la station météorologique la plus proche, située sur la commune d'Arbrissel à 4 km à vol d'oiseau, est de 12,1 °C et le cumul annuel moyen de précipitations est de 718,7 mm,. Pour l'avenir, les paramètres climatiques de la commune estimés pour 2050 selon différents scénarios d'émission de gaz à effet de serre sont consultables sur un site dédié publié par Météo-France en novembre 2022.

## Urbanisme

### Typologie
Au 1er janvier 2024, Drouges est catégorisée commune rurale à habitat dispersé, selon la nouvelle grille communale de densité à sept niveaux définie par l'Insee en 2022.
Elle est située hors unité urbaine. Par ailleurs la commune fait partie de l'aire d'attraction de La Guerche-de-Bretagne, dont elle est une commune de la couronne,. Cette aire, qui regroupe 11 communes, est catégorisée dans les aires de moins de 50 000 habitants,.

### Occupation des sols
L'occupation des sols de la commune, telle qu'elle ressort de la base de données européenne d'occupation biophysique des sols Corine Land Cover (CLC), est marquée par l'importance des territoires agricoles (98,8 % en 2018), une proportion identique à celle de 1990 (98,8 %). La répartition détaillée en 2018 est la suivante :
zones agricoles hétérogènes (62,6 %), prairies (19 %), terres arables (17,3 %), forêts (1,2 %). L'évolution de l'occupation des sols de la commune et de ses infrastructures peut être observée sur les différentes représentations cartographiques du territoire : la carte de Cassini (XVIIIe siècle), la carte d'état-major (1820-1866) et les cartes ou photos aériennes de l'IGN pour la période actuelle (1950 à aujourd'hui).

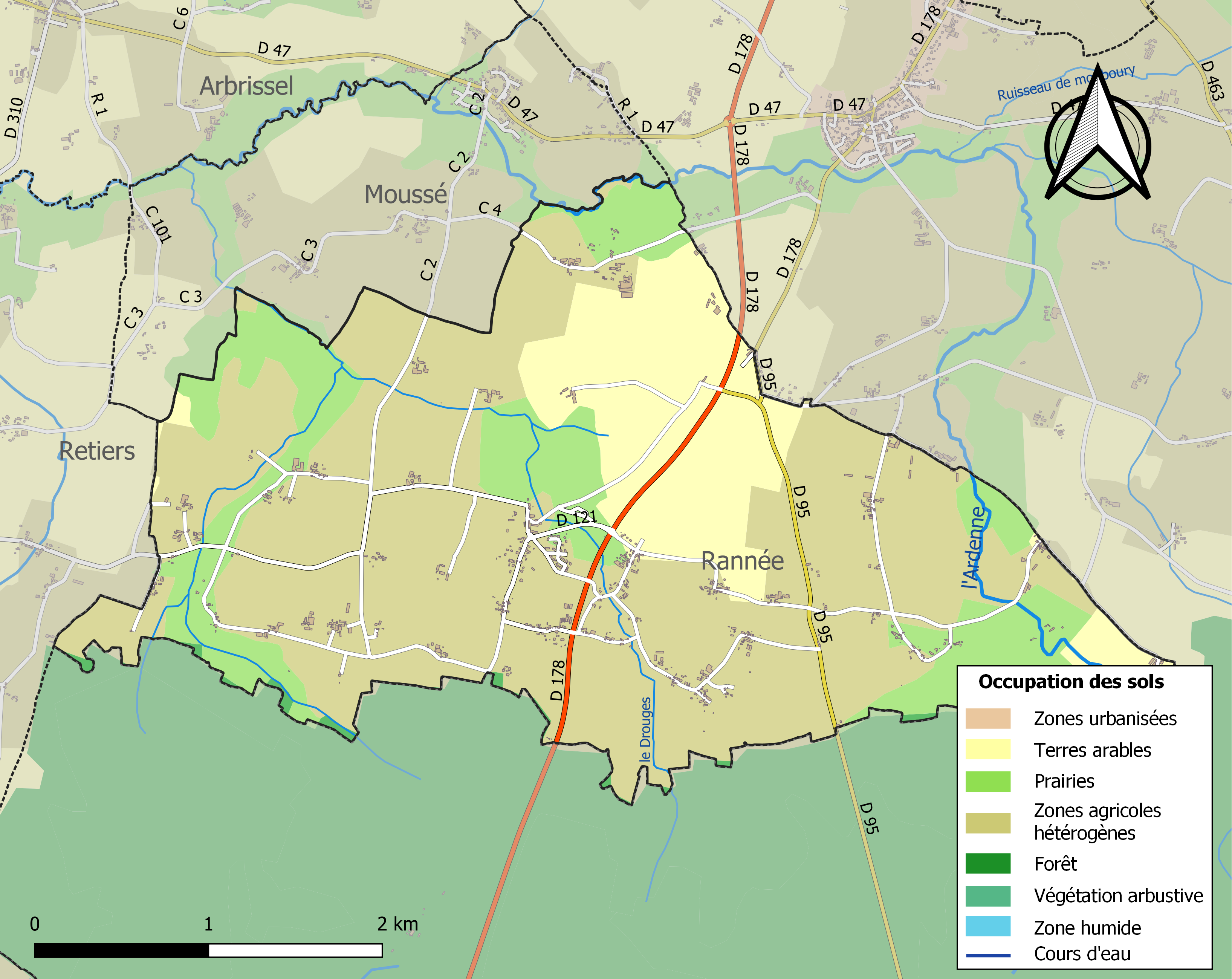
Carte des infrastructures et de l'occupation des sols de la commune en 2018 (CLC).

## Toponymie
Le nom de la localité est attesté sous la forme Drogeii au XIIe siècle.

## Histoire

### LeXXesiècle

#### LaBelle Époque
Le Journal officiel du 13 mars 1903 indique que Louis Félix Ollivier, député des Côtes-du-Nord, a déposé sur le bureau de l'Assemblée nationale une pétition hostile à la politique menée par le gouvernement d'Émile Combes signée entre autres par 199 habitants de Drouges.
Selon le journal Le Nouvelliste de l'Est en février 1910 « dans d'Ille-et-Vilaine, les enfants désertent les écoles communales pour les écoles libres » , par exemple l'école communale (école laïque) de Drouges n'a aucun élève.

## Héraldique
| Blason | Blasonnement : D'azur à un croissant d'argent, accompagné de trois trèfles d'or. |

## Politique et administration
| Période                                  | Période                    | Identité                  | Étiquette | Qualité                                               |
| ---------------------------------------- | -------------------------- | ------------------------- | --------- | ----------------------------------------------------- |
| 1789                                     | 1795                       | Jean Radier               |           |                                                       |
| Les données manquantes sont à compléter. |                            |                           |           |                                                       |
| 1800                                     | 1816                       | François Drouelle         |           |                                                       |
| 1816                                     | 1820                       | Julien Radier             |           |                                                       |
| 1820                                     | 1865                       | Jean Gendrot              |           |                                                       |
| 1865                                     | 1874                       | Félix Dousset             |           |                                                       |
| 1874                                     | 1876                       | Louis Priou               |           |                                                       |
| 1876                                     | 1888                       | Félix Dousset             |           |                                                       |
| 1888                                     | 1897                       | Julien Olivry             |           |                                                       |
| 1897                                     | 1945                       | Alexis Geslin             |           |                                                       |
| 1945                                     | mars 1977                  | Armand Pipard (1898-1977) | MRP       | Charpentier, menuisier                                |
| mars 1977                                | septembre 1998 (démission) | Claude Pipard             |           | Artisan charpentier-menuisier                         |
| novembre 1998                            | avril 2017 (démission)     | Pierre Juvin              | DVD       | Agriculteur Vice-président de la CC du pays guerchais |
| avril 2017                               | En cours                   | Patricia Marsollier       | DVD-REC   | Employée de bureau                                    |

## Démographie
L'évolution du nombre d'habitants est connue à travers les recensements de la population effectués dans la commune depuis 1793. Pour les communes de moins de 10 000 habitants, une enquête de recensement portant sur toute la population est réalisée tous les cinq ans, les populations de référence des années intermédiaires étant quant à elles estimées par interpolation ou extrapolation. Pour la commune, le premier recensement exhaustif entrant dans le cadre du nouveau dispositif a été réalisé en 2005.
En 2022, la commune comptait 503 habitants, en évolution de −4,01 % par rapport à 2016 (Ille-et-Vilaine : +5,46 %, France hors Mayotte : +2,11 %).
| 1793  | 1800 | 1806  | 1821  | 1831  | 1836 | 1841 | 1846 | 1851 |
| ----- | ---- | ----- | ----- | ----- | ---- | ---- | ---- | ---- |
| 1 165 | 960  | 1 116 | 1 131 | 1 044 | 930  | 905  | 919  | 930  |

| 1856 | 1861 | 1866 | 1872 | 1876 | 1881 | 1886 | 1891 | 1896 |
| ---- | ---- | ---- | ---- | ---- | ---- | ---- | ---- | ---- |
| 924  | 892  | 804  | 763  | 793  | 797  | 806  | 802  | 750  |

| 1901 | 1906 | 1911 | 1921 | 1926 | 1931 | 1936 | 1946 | 1954 |
| ---- | ---- | ---- | ---- | ---- | ---- | ---- | ---- | ---- |
| 700  | 690  | 675  | 672  | 635  | 655  | 641  | 631  | 613  |

| 1962 | 1968 | 1975 | 1982 | 1990 | 1999 | 2005 | 2006 | 2010 |
| ---- | ---- | ---- | ---- | ---- | ---- | ---- | ---- | ---- |
| 600  | 564  | 488  | 450  | 397  | 419  | 445  | 454  | 520  |

| 2015 | 2020 | 2022 | - | - | - | - | - | - |
| ---- | ---- | ---- | - | - | - | - | - | - |
| 528  | 505  | 503  | - | - | - | - | - | - |

## Économie
L'activité principale de la commune est l'agriculture, toutefois quelques artisans y exercent leur activité.

## Transports
La commune est desservie par la ligne de bus no 8 de Vitré Communauté et est également le terminus de cette ligne.

## Culture locale et patrimoine

### Lieux et monuments
- L'église Saint-Pierre a été construite à la fin du XVIe siècle[27]. Elle se compose d'une nef à chevets droits, de deux collatéraux et d'une tour carrée surmontée d'une flèche en ardoise. Le chœur portait autrefois les armes des ducs de Brissac, seigneurs de La Guerche du XVIe siècle au milieu du XVIIe siècle. L'église renferme trois beaux retables du XVIIe siècle en tuffeau et en bois, avec des colonnes de marbre et des statues anciennes : celui du maître-autel est surmonté d'une colombe. Le retable du maître-autel est une œuvre de Michel Langlois et deux petits retables latéraux, celui de gauche étant une œuvre de Pierre Corbineau entre 1637 et 1640[28]. Il s'agit de retables lavallois. Le retable du maître-autel est très proche de celui de l'église Saint-Vigor de Neau et permet d'attribuer ce dernier aux Langlois[Note 4].
- Les distilleries Vivier.
- Le manoir de La Motte.
- Le monument aux morts.

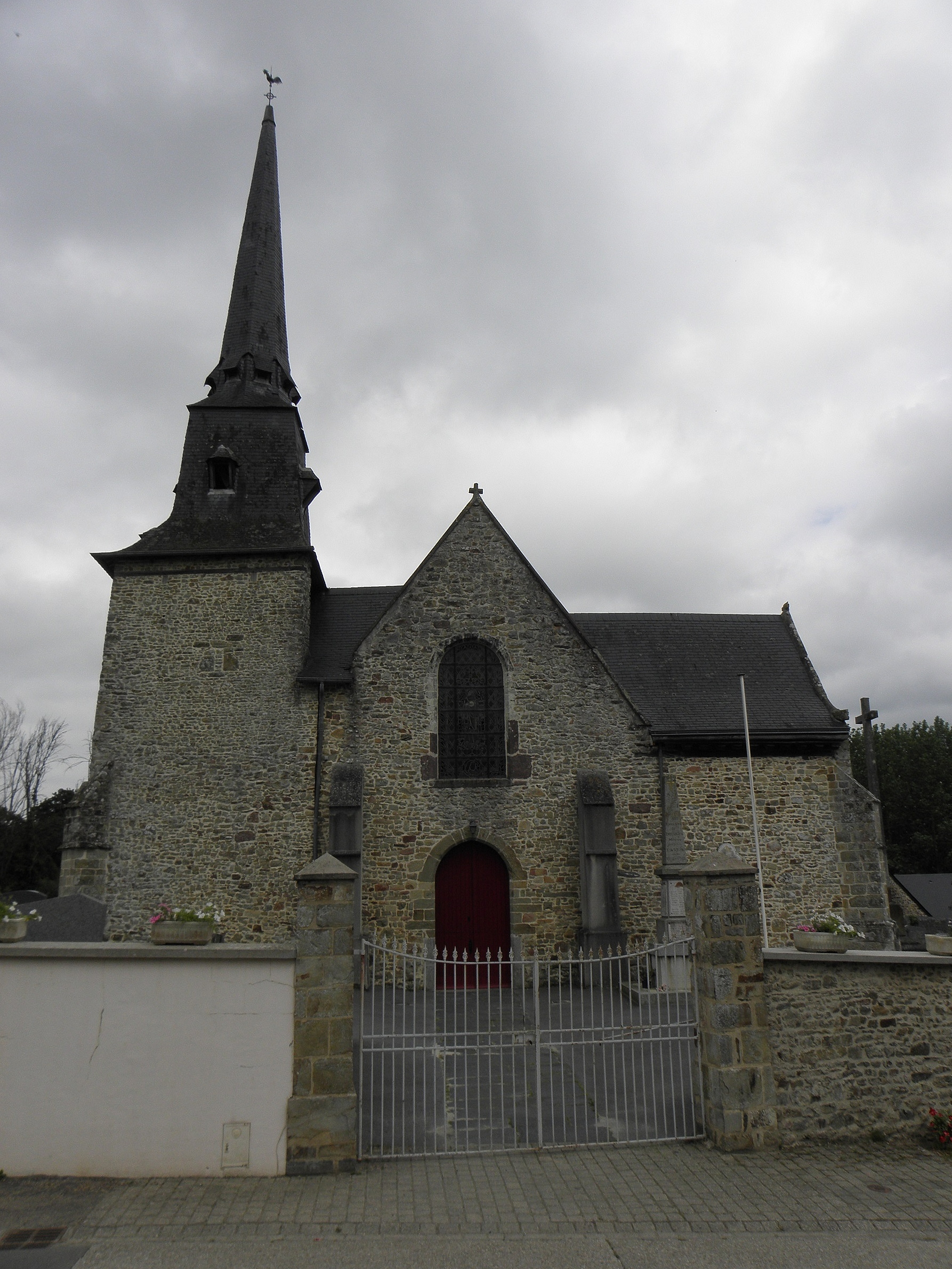
Façade occidentale de l'église Saint-Pierre.
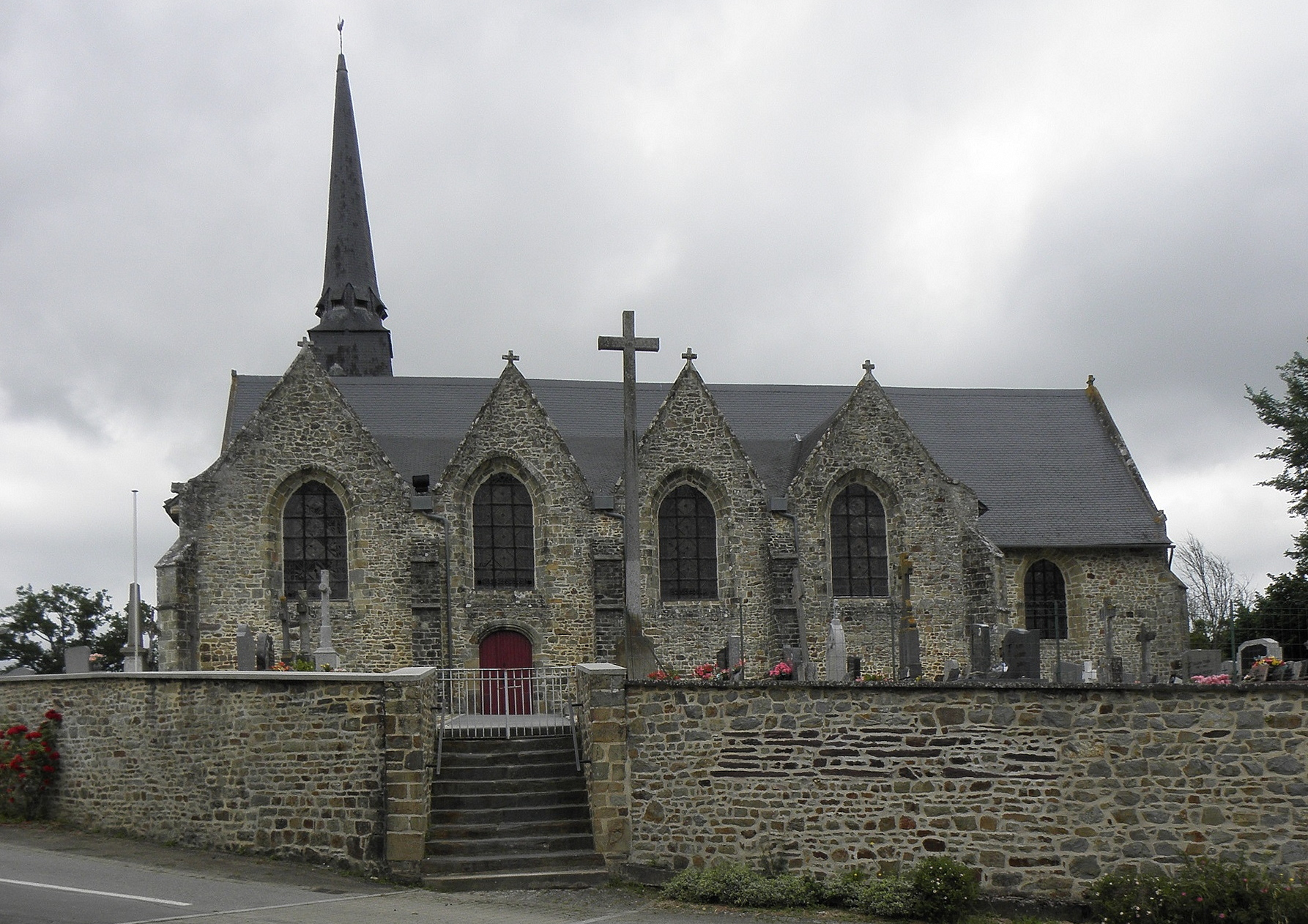
Façade méridionale de l'église Saint-Pierre.
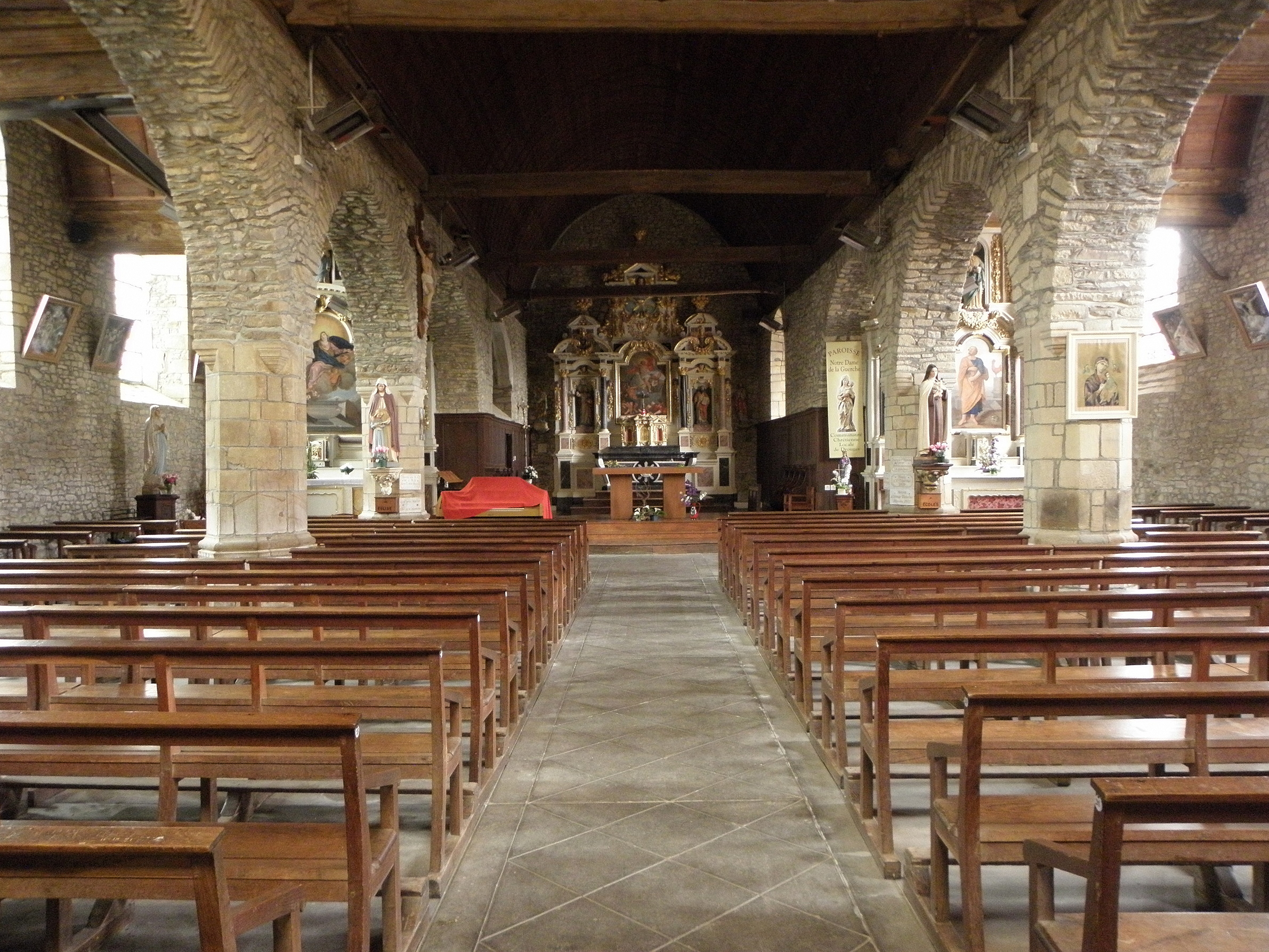
Intérieur de l'église Saint-Pierre.
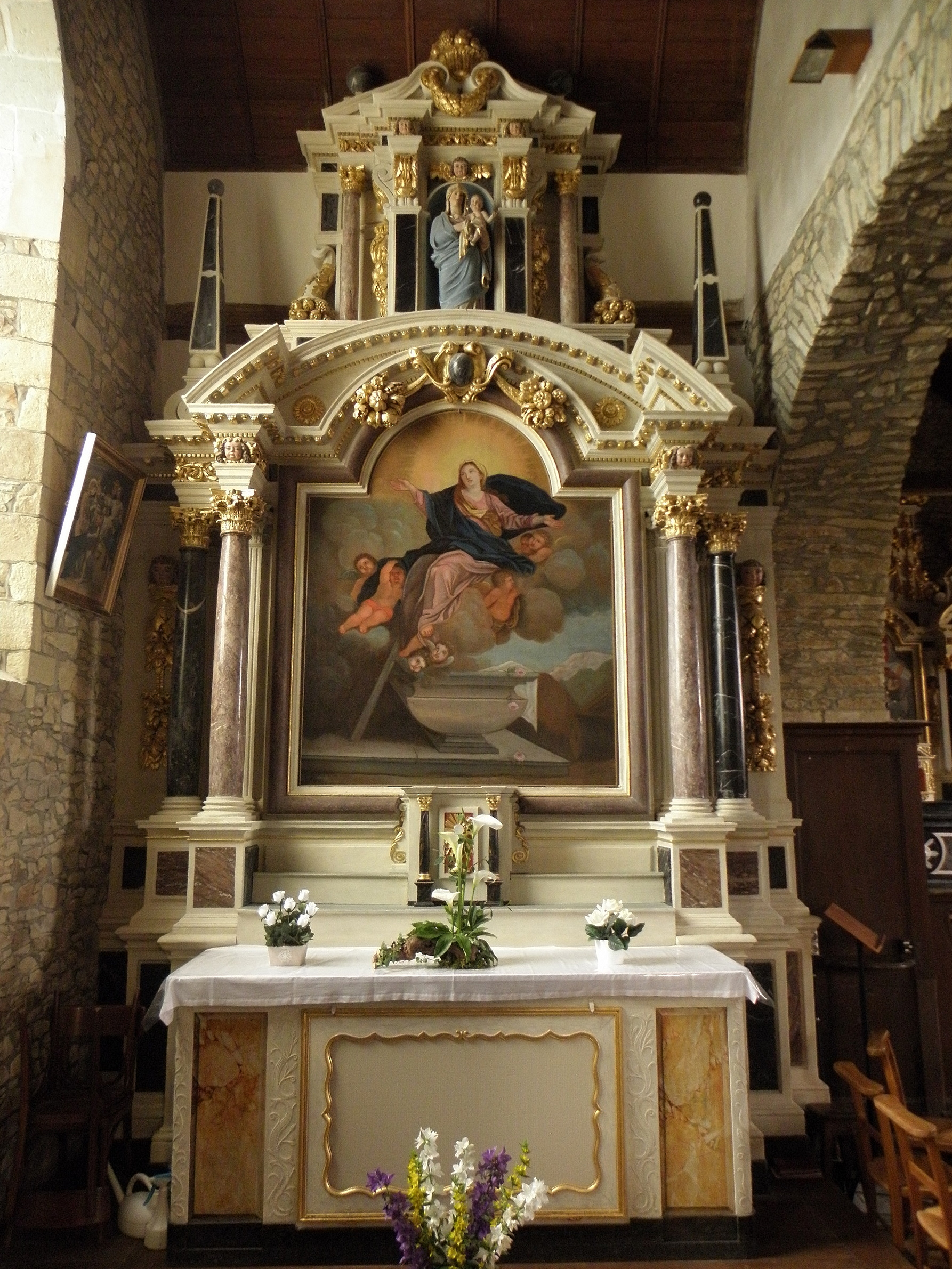
Retable nord de l'église.
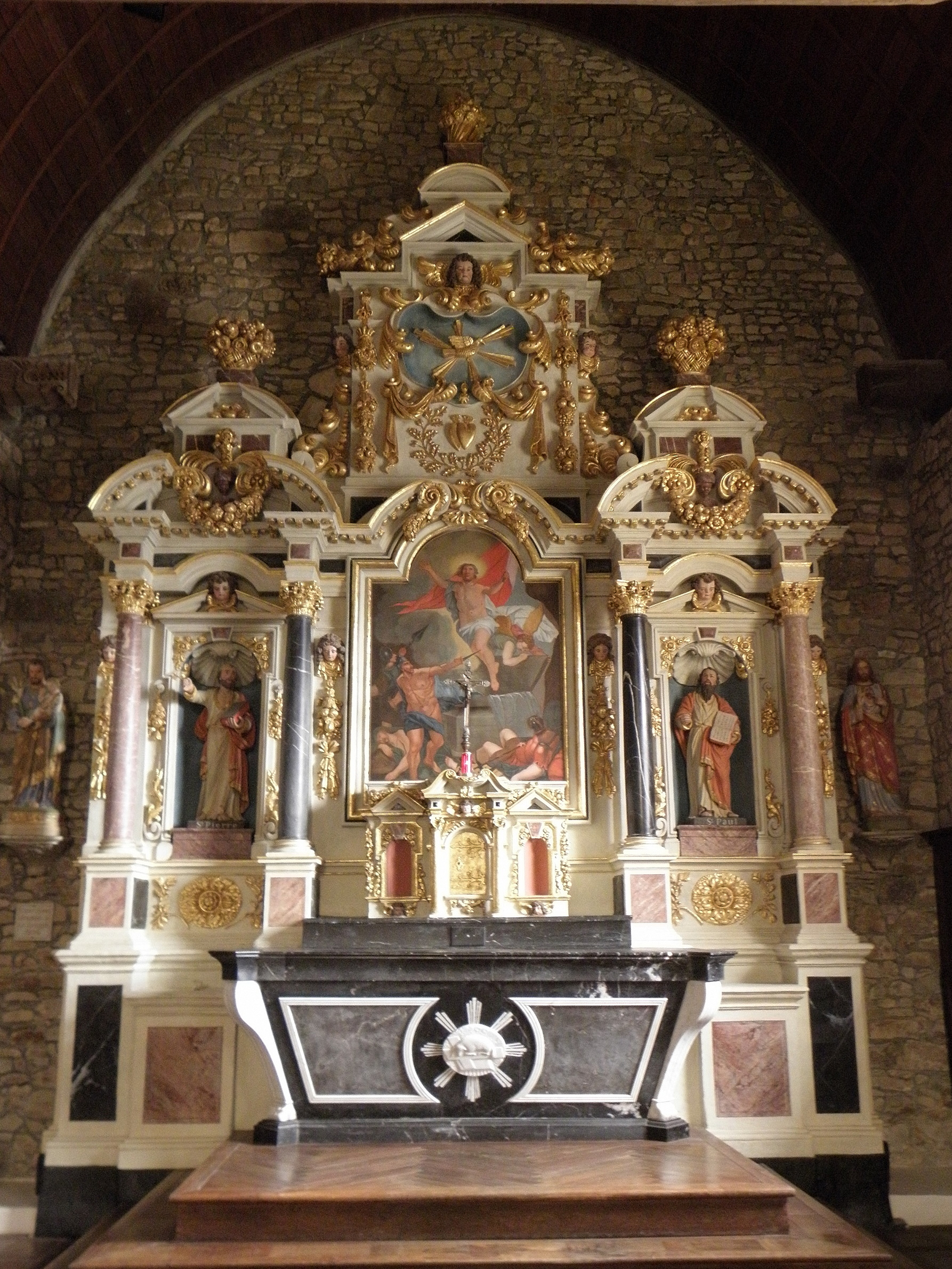
Maître-autel et retable de l'église.
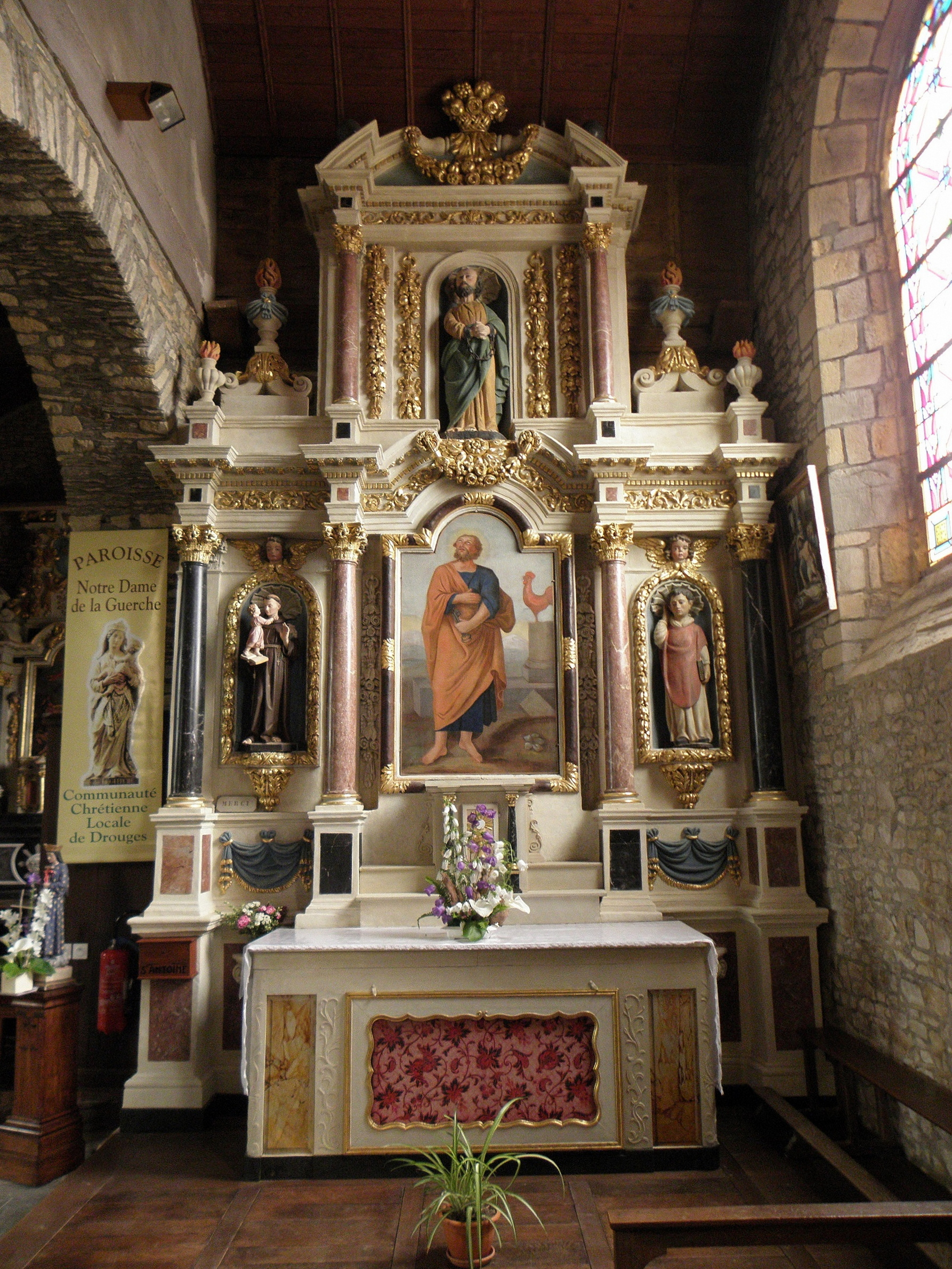
Retable sud de l'église.
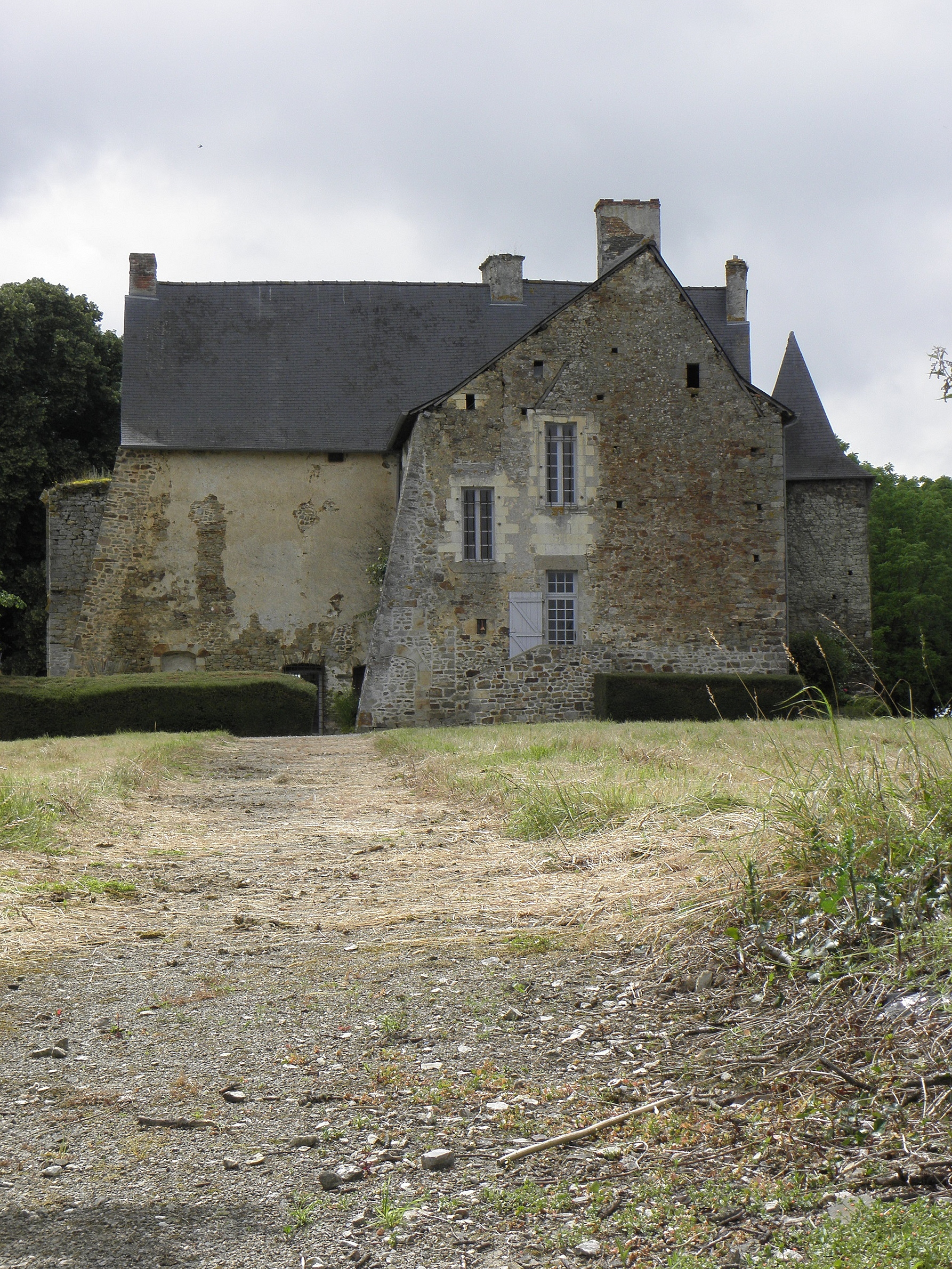
Manoir de La Motte.
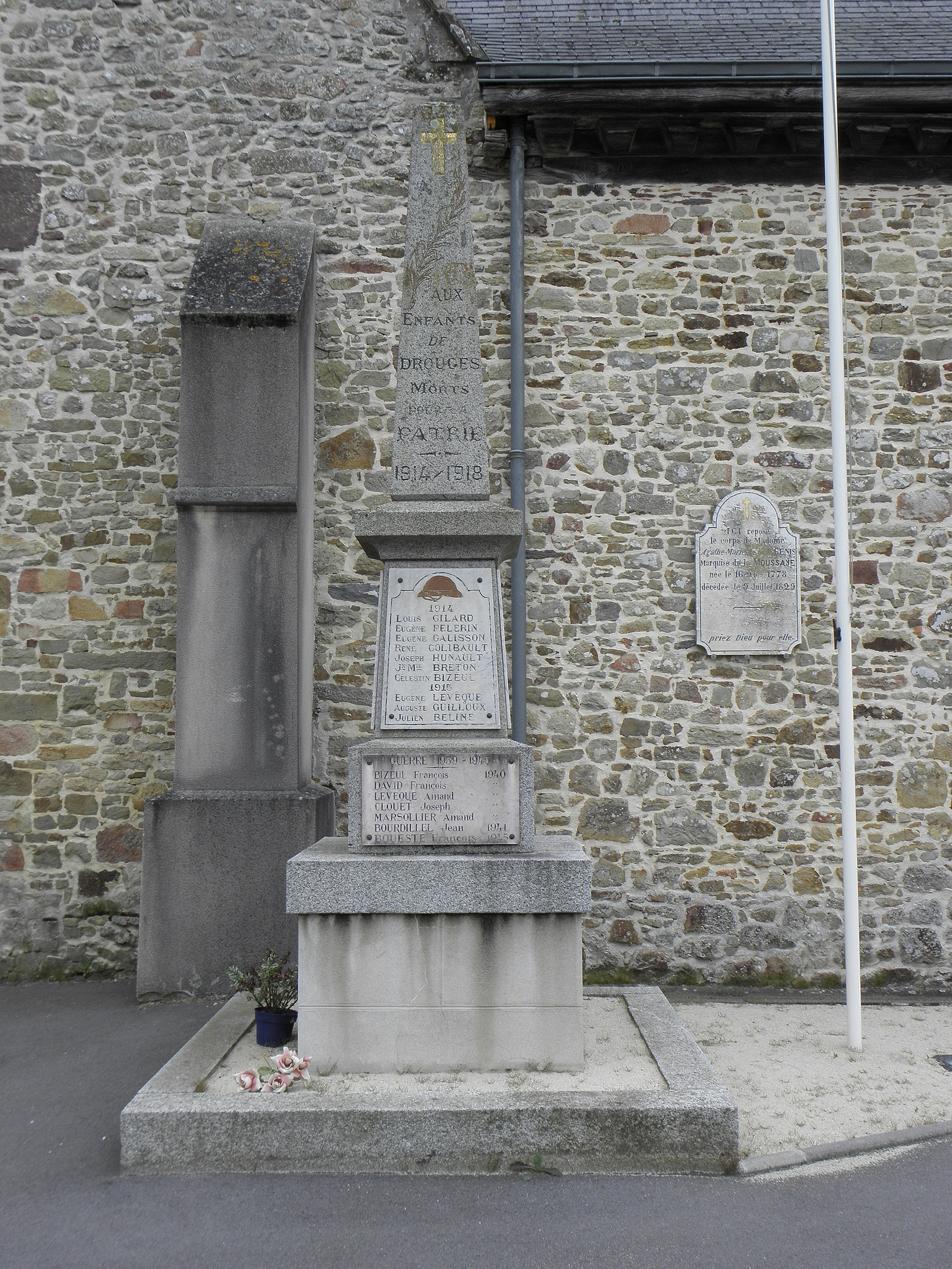
Monument aux morts.